# 裸胸海龍屬
裸胸海龍屬，為輻鰭魚綱棘背魚目海龍科的其中一屬。

## 下属物种
- 蚓形裸胸海龍（Nerophis lumbriciformis）
- 斑裸胸海龍（Nerophis maculatus）
- 裸胸海龍（Nerophis ophidion）